# Ophrys apifera
La vesparia o fior di vespa (Ophrys apifera Huds., 1762) è una pianta appartenente alla famiglia delle Orchidacee.

## Descrizione

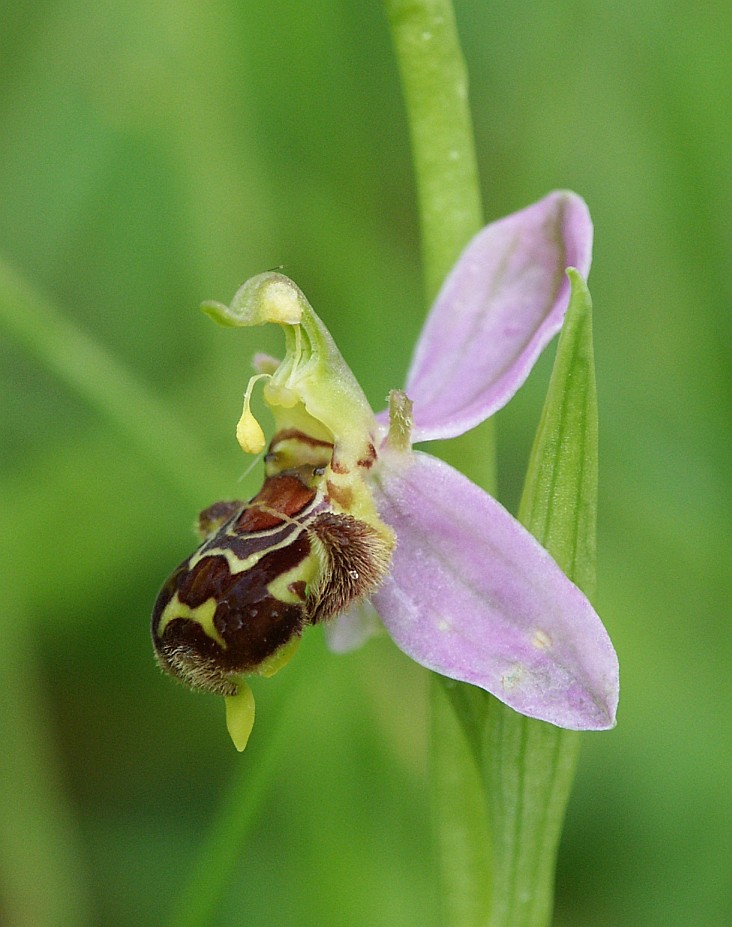

È una pianta erbacea alta 15–50 cm, con foglie basali ovato-lanceolate o oblunghe, foglie superiori inguainanti e brattee ovato-lanceolate.
L'infiorescenza raggruppa da 3 a 12 fiori con sepali grandi, di colore dal bianco al violaceo, con nervatura centrale e petali corti, pubescenti, di colore dal rosa al verdastro. Il labello è trilobato, con due pronunciate gibbosità villose sui lobi laterali; il lobo mediano, villoso, è di colore bruno, con margine giallastro e appendice triangolare; presenta un disegno variabile, che ricorda l'addome di un insetto, con un'area basale brunastra, lucida, contornata da macchie dal giallo-verde al violaceo.
Il ginostemio è ad angolo retto, con apice allungato e sigmoide. Le masse polliniche, giallastre, subito dopo la fioritura si distaccano dalle logge polliniche e si ripiegano in avanti verso la cavità stigmatica.
Fiorisce da metà aprile a metà luglio.

## Biologia
È l'unica specie del genere Ophrys che pratica preferenzialmente l'autoimpollinazione: subito dopo la fioritura le caudicole dei pollinii si curvano in avanti favorendo la deposizione del polline sullo stigma sottostante.
Si ritiene che la pianta originariamente si riproducesse come le altre orchidee del genere Orphys sfruttando insetti pronubi attraverso il sistema della pseudocopula. La forma e il colore delle ofridi infatti mimano quelli dell'addome delle femmine di alcuni imenotteri, così che i maschi siano attirati sul fiore, pur privo di nettare, provvedendo quindi all'impollinazione. Lo specifico impollinatore di questa orchidea è tuttavia estinto, costringendo quindi la pianta a ricorrere all'autoimpollinazione, strategia considerata evolutivamente meno vantaggiosa dell'impollinazione incrociata.

## Distribuzione e habitat
È una pianta euromediterranea delle regioni temperate, abbastanza diffusa dall'Atlantico sino al Caucaso.
In Italia è abbastanza diffusa in tutte le regioni.
Cresce in praterie, garighe, macchie, boschi luminosi, ed a volte anche in prati incolti in città, fino ad una altitudine di 1200–1400 m.
Predilige i suoli calcarei e le esposizioni in piena luce o penombra.

## Tassonomia

### Varietà

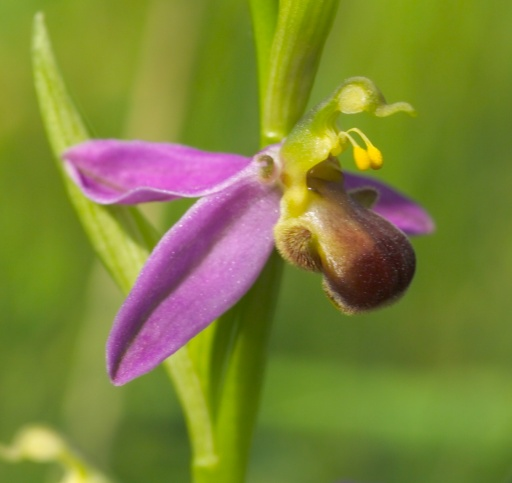
O. apifera var. bicolor

In Italia sono state descritte le seguenti varietà:
- Ophrys apifera var. aurita (Moggr.) Gremli, si distingue per i petali stretti e lunghi, di colore verdastro.
- Ophrys apifera var. bicolor Nägeli, si distingue per il labello bicolore (giallastro alla base, brunastro all'apice).
- Ophrys apifera var. botteronii (Chodat) Asch. & Graebn., labello allungato con macula irregolare
- Ophrys apifera var. chlorantha (Hegetschw.) Arcang., labello interamente giallo e petali bianchi.
- Ophrys apifera var. fulvofusca M.P.Grasso & Scrugli, labello interamente bruno-rossastro, privo di macula.
- Ophrys apifera var. laetitiae J.M.I. Klaver, una nuova varietà rinvenuta nelle Marche e descritta a settembre 2010 [4].
- Ophrys apifera var. tilaventina Nonis & Liverani, labello rosato, concavo.
- Ophrys apifera var. trollii (Hegetschw.) Rchb.f., labello oblungo, con disegno irregolare

### Ibridi

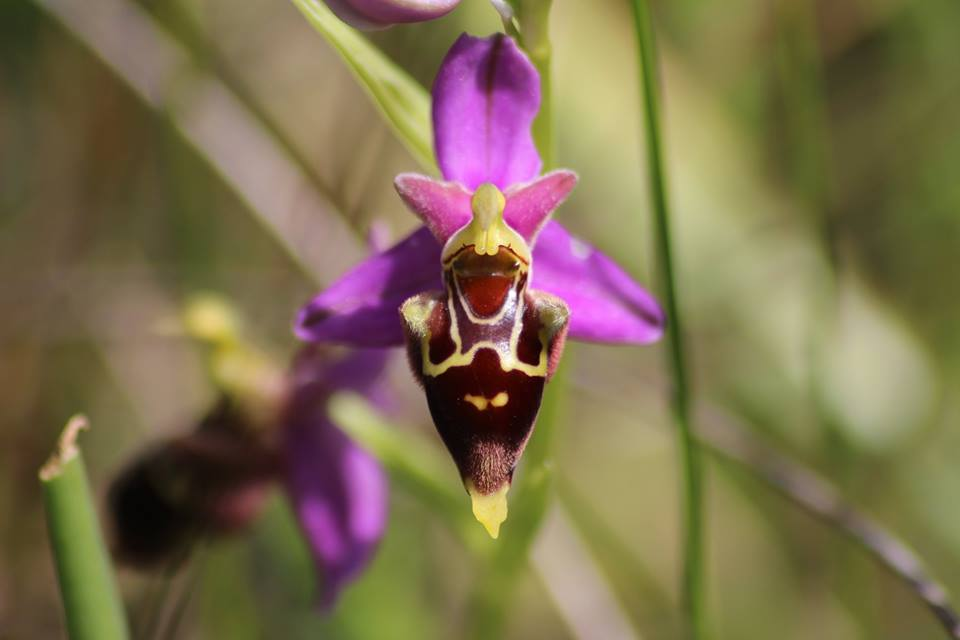
Ophrys × albertiana nothosubsp. grovesii Gennaio,Gargiulo & Medagli

- Ophrys × circaea W.Rossi & Prola (Ophrys apifera (Huds., 1762) × Ophrys bombyliflora (Link, 1799))
- Ophrys × morellensis O.Danesch & E.Danesch (Ophrys apifera (Huds., 1762) × Ophrys fuciflora subsp. candica (E.Nelson ex Soó) H.Baumann & Künkele, 1981)
- Ophrys × albertiana E.G. Camus (Ophrys apifera (Huds., 1762) × Ophrys fuciflora (Burm. f.) Greuter, 1967)
- Ophrys × albertiana E.G. Camus nothosubsp. grovesii Gennaio, Gargiulo & Medagli, 2013 (Ophrys apifera (Huds., 1762) × Ophrys fuciflora subsp. apulica (O.Danesch & E.Danesch) Buttler, 1986)